# Earthbound (pel·lícula de 1920)
Earthbound és una pel·lícula muda de la Goldwyn Pictures dirigida per T. Hayes Hunter i protagonitzada per Wyndham Standing i Naomi Childers. Basada en un relat de Basil King, la pel·lícula es va estrenar l'11 d'agost del 1920.

## Argument
Quan Caroline Desborough descobreix que el seu marit Dick té una aventura amb Daisy Rittenshaw, parla amb el marit de Daisy per intervenir. Jim escolta com Dick i Daisy planegen una fugida, i amb ràbia mata a Dick. Tanmateix l'esperit de Dick es manté a la terra, atrapat per la seva creença de sempre que ni Déu, ni el pecat ni una vida més enllà existeixen. Dick intenta comunicar-se en va amb diferent gent i al final aconsegueix parlar amb la seva filla i després amb el revered Roger Galloway. Aquest l'insta a redimir-se pels seus pecats per aconseguir deixar la terra. Després que Dick esborri el mal que va causar i aconsegueixi reconciliar Daisy i Jim i després de guanyar-se el perdó de la seva dona, l'esperit de Dick pot descansar en pau.

## Repartiment
- Wyndham Standing (Nicholas Desborough)
- Mahlon Hamilton (Jim Rittenshaw)
- Naomi Childers (Caroline Desborough)
- Flore Revalles (Daisy Rittenshaw)
- Alec B. Francis (Doctor Galloway)
- Billie Cotton (Connie Desborough)
- Lawson Butt (Harvey Breck)
- Kate Lester (Miss De Windt)
- Aileen Pringle (no surt als crèdits)